# Lithobius erraticulus
Lithobius erraticulus är en mångfotingart som beskrevs av Filippo Silvestri 1917. Lithobius erraticulus ingår i släktet Lithobius och familjen stenkrypare. Inga underarter finns listade i Catalogue of Life.